# Un homme simple
Albums de Pierre Bachelet
La ville ainsi soit-il Une autre lumière
Un Homme simple est le 11e album studio de Pierre Bachelet, sorti en 1998 chez AVREP (BMG France). l'album est réalisé par Jean-François Oricelli et Quentin Bachelet.
Après un album aux textes écrits exclusivement par Yann Queffélec, Pierre Bachelet étoffe le nombre de collaborateurs, tant pour les textes que pour la musique. Queffélec et Jean-Pierre Lang, son auteur fétiche, sont bien présents mais il fait également appel à Nelly Mella pour quatre textes et à Philippe Delevingne pour la musique de trois chansons. Pierre Bachelet laisse donc pour la première fois la musique de certaines chansons à quelqu'un d'autre que lui. Il écrit ou coécrit, par contre, le texte de trois chansons, comme à ses débuts.
Le premier single extrait de l'album est Le Voilier noir, en hommage à Éric Tabarly. Bachelet est accompagné pour ce titre de Dan Ar Braz.

## Liste des titres
| No  | Titre                                                  | Paroles                       | Musique                               | Durée |
| --- | ------------------------------------------------------ | ----------------------------- | ------------------------------------- | ----- |
| 1.  | Un homme simple                                        | Nelly Mella                   | Philippe Delevingne                   | 4:15  |
| 2.  | Le Voilier noir (avec la participation de Dan Ar Braz) | Nelly Mella - Yann Queffélec  | Pierre Bachelet                       | 5:11  |
| 3.  | On ne prend pas le temps d'aimer                       | Jean-Pierre Lang              | Pierre Bachelet                       | 3:52  |
| 4.  | Paysan                                                 | Jean-Pierre Lang              | Pierre Bachelet                       | 4:01  |
| 5.  | Tout ce qu'on se dit…                                  | Pierre Bachelet               | Pierre Bachelet                       | 4:50  |
| 6.  | J'veux danser !                                        | Yann Queffélec                | Pierre Bachelet                       | 3:48  |
| 7.  | Au-delà des apparences                                 | Pierre Bachelet               | Pierre Bachelet                       | 4:11  |
| 8.  | C'est toi que j'aime                                   | Yann Queffélec                | Pierre Bachelet                       | 3:38  |
| 9.  | Je pense à toi, je pense à nous                        | Jean-Pierre Lang              | Pierre Bachelet                       | 3:52  |
| 10. | À perpétuité                                           | Nelly Mella - Pierre Bachelet | Philippe Delevingne - Pierre Bachelet | 3:34  |
| 11. | On ne sera jamais grand                                | Nelly Mella                   | Philippe Delevingne                   | 3:42  |

## Singles extraits de l'album
- Le Voilier noir (promo)
- Un homme simple (promo)

## Classement
| Pays   | Meilleure position | Entrée          | Sortie          |
| ------ | ------------------ | --------------- | --------------- |
| France | 70                 | 16 janvier 1999 | 16 janvier 1999 |